# محطة القرية البخارية
محطة القرية البخارية هي محطة غاز ووقود وهي دورة مُركبة لتوليد الكهرباء في القرية، المملكة العربية السعودية.
تم تطوير المشروع على أساس BOO ( التشييد ونقل الملكية والتشغيل )، بتمويل من البنوك الدولية (HSBC، ستاندرد تشارترد، SMBC) والعديد من البنوك المحلية (البنك السعودي الفرنسي، البنك التجاري الوطني، سامبا، البنك العربي الوطني، البنك السعودي البريطاني) والبنك السعودي الهولندي).

## التكنولوجيا
تتكون محطة الطاقة من ست مجموعات متطابقة من المعدات التي توفرها سيمنز، ويبلغ إنتاج كل منها 654.5 MW . كل محطة لديها تكوين 2 + 2 + 1 يتكون من اثنين من توربينات الاحتراق SGT6-5000F ، واثنين من المولدات البخارية لاسترداد الحرارة، وتوربينات البخار SST6-4000. إنها محطة الغاز الأكثر كفاءة من نوعها في السعودية بنسبة 52٪، وواحدة من أكبر المحطات في العالم بـ 3,927 MW.

## المساهمين
فيما يلي هيكل المساهمين في شركة هجر لإنتاج الكهرباء:
- أكوا باور: 17.5٪
- سامسونج سي آند تي كوروبريشن: 17.5٪
- البنية التحتية للشرق الأوسط وشمال إفريقيا: 15٪
- الشركة السعودية للكهرباء: 50٪

## مُقاول EPC
تم تعيين سامسونج سي آند تي كوروبريشن كمقاول EPC.

## أبرز التواريخ
LNTP (إشعار محدود للمتابعة): 1 يونيو 2011 توقيع العقد: 21 سبتمبر 2011 الإغلاق المالي: 26 أبريل 2012 (تاريخ العملية التجارية للمشروع): 30 يونيو 2014

## روابط خارجية
- "Siemens Gas Turbine SGT6-5000F". سيمنز. مؤرشف من الأصل في 2017-03-11. اطلع عليه بتاريخ 2014-03-02.
- "Siemens Generator SGen-1000A". سيمنز. مؤرشف من الأصل في 2017-04-09. اطلع عليه بتاريخ 2014-03-02.
- "Qurayyah IPP CCGT Power Plant". Global Energy Observatory. مؤرشف من الأصل في 2018-12-08. اطلع عليه بتاريخ 2014-03-02.